# Мілованов Андрій Анатолійович
Мілованов Андрій Анатолійович (народився 21 травня 1975 року, м. Дніпро) – президент Всеукраїнської федерації кінного спорту (з 2016 року), засновниця та Президент федерації кінного спорту Дніпропетровської області (2005–2016 роки), засновник українського кінного журналу «Horses Ukraine», бізнесмен, кіннозаводчик, коневласник, громадський діяч.

## Біографія
Народився 21 травня 1975 року у місті Дніпро у родині інженера заводу. У 1992 році закінчив школу №61 м. Дніпро з золотою медаллю. В цьому ж році поступив на фізико-технічний факультет Дніпропетровського державного університету, який закінчив у 1998 році. З 1996 року працює у сфері агробізнесу, з 1999 року – у сфері кінного спорту та кіннозаводства, з 2017 року – у сфері медицини. Одружений, має 2-х синів та доньку.[джерело?]

## Кінний спорт та кіннозаводство
У 2003 році заснував приватне підприємство Петриківський племконезавод (с. Сотницьке, Петриківського району, Дніпропетровської області). 
Коні заводу – переможці та призери міжнародних турнірів.

## Агробізнес
Засновник торгових та виробничих підприємств, діяльність яких пов’язана з сільським господарством. Співзасновник українського вертикально інтегрованого агрохолдінгу Inter Edinstvo Holding:
- Група компаній «Единство»
- Компанія «Интер-Запорожье»
- Компанія «Укрзерно»
- Фірма «Триплекс»
- Компанія «Тандем 2002»
- Фабрика «INFOOD»
- Завод з виробництва преміксів «NOVACORE»
- Фірма «Сиб-агро»